# Sneeuwvink
De sneeuwvink (Montifringilla nivalis) is een zangvogel uit de familie van de mussen en sneeuwvinken (Passeridae). De naam van de soort werd, als Fringilla nivalis, voor het eerst geldig gepubliceerd door Linnaeus in 1766.

## Kenmerken
Het formaat is ongeveer 18 centimeter (16,5-19), groter dan de huismus. Lijkt oppervlakkig op de sneeuwgors, maar verschilt daarvan door de grijze kop en de zwarte keel. De rug is het gehele jaar bruin, de onderdelen witachtig. De vleugels zijn wit, met zwarte handpennen en duim. De twee binnenste staartpennen zijn zwart, de overige wit, met smalle zwarte eindband. De snavel is gedurende het broedseizoen zwart, in herfst en winter geel. Buiten het broedseizoen verliest de vogel ook de zwarte keel. Geslachten zijn uiterlijk vrijwel gelijk; vrouwtjes en juvenielen zijn iets doffer gekleurd.

## Voedsel
Voedt zich voornamelijk met zaden, ook wel met insecten.

## Nest
De vogels maken hun nest in holtes en spleten en in verlaten holen van knaagdieren. De legselgrootte is drie tot vijf eieren. De broedtijd bedraagt dertien tot veertien dagen; de jongen blijven daarna nog ongeveer twintig dagen in het nest. De jongen worden hoofdzakelijk met insectenlarven gevoed. Het aantal broedsels per seizoen is een of twee.

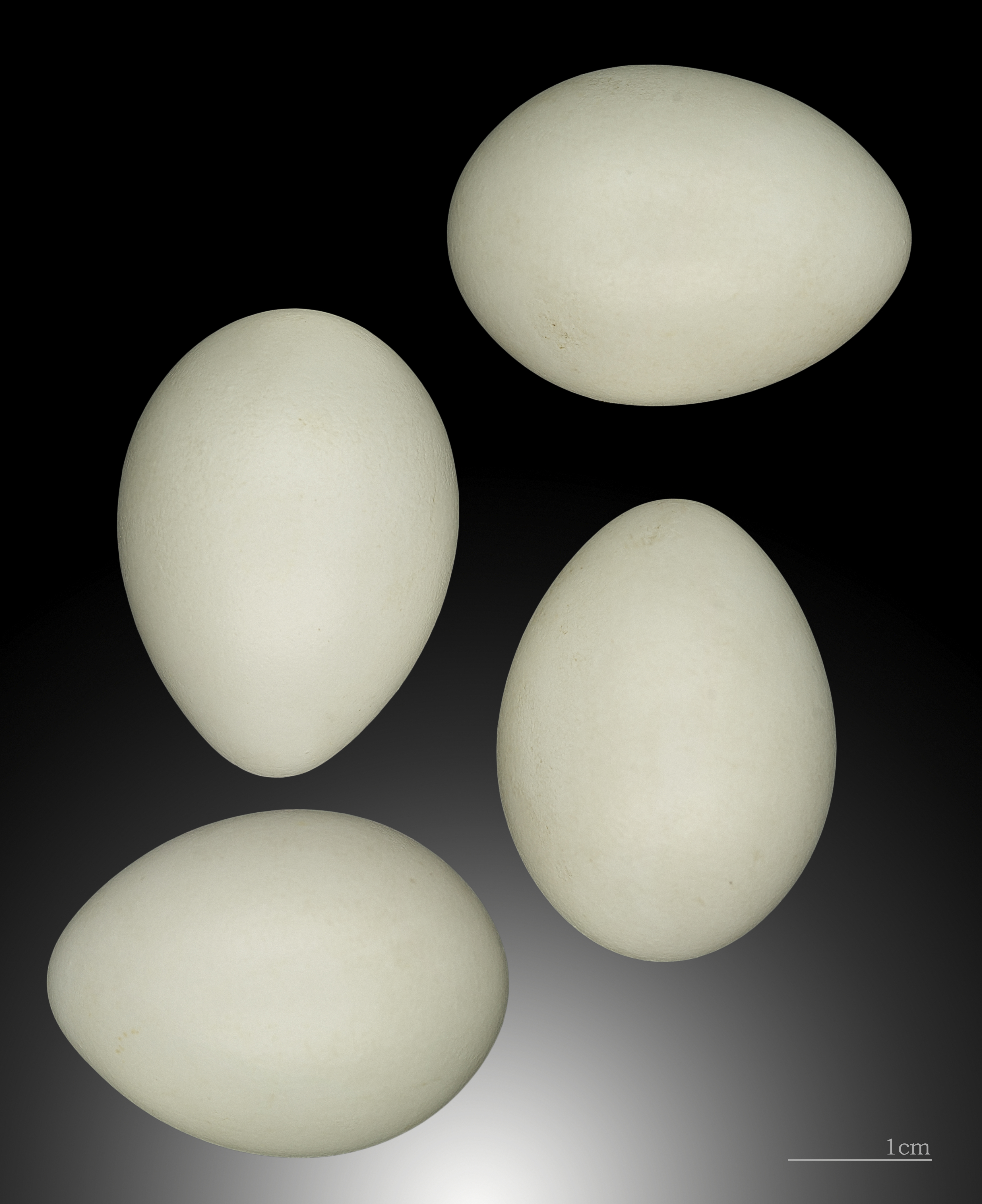
Eieren

## Verspreiding
Sneeuwvinken komen voor als standvogel in de Pyreneeën, de Alpen en de Balkan, en buiten Europa in het hoogland van Turkije, de Kaukasus, in Centraal-Azië en het westen van China, in de zomer boven 1800 meter, in de winter ook lager, tot 1000 meter. In Nederland uitsluitend als dwaalgast.

## Ondersoorten
Lijst van ondersoorten volgens de IOC World Bird List
- Montifringilla nivalis alpicola (Pallas, 1811); Kaukasus en Noord-Iran
- Montifringilla nivalis gaddi Zarudny & Loudon, 1904; Zuidwest-Iran
- Montifringilla nivalis groumgrzimaili Zarudny & Loudon, 1904; Noordwest-China en Centraal-Mongolië
- Montifringilla nivalis henrici (Oustalet, 1892); Tibet soms ook als aparte soort Montifringilla henrici (Oustalet, 1892) beschouwd
- Montifringilla nivalis kwenlunensis Bianchi, 1908; Centraal-China en Noord-Tibet
- Montifringilla nivalis leucura Bonaparte, 1855; Zuid- en Oost-Turkije
- Montifringilla nivalis nivalis; Zuid-Europa
- Montifringilla nivalis tianshanica Keve-Kleiner, 1943; Oost-Kazachstan en Noord-Tadzjikistan